# Referendum konstytucyjne w Kirgistanie w 2007 roku
Referendum konstytucyjne w Kirgistanie odbyło się 21 października 2007 roku. Było następstwem kryzysu konstytucyjnego, który nastąpił po unieważnieniu przez Sąd Konstytucyjny Kirgistanu poprawek do konstytucji przyjętych po tulipanowej rewolucji. Większość (około 95%) uprawnionych opowiedziała się za zmianami w konstytucji ograniczającymi prerogatywy głowy państwa na rzecz parlamentu.

## Proponowane zmiany
W odpowiedzi na decyzję Sądu Konstytucyjnego uznającego poprawki przyjęte po tulipanowej rewolucji za nieważne prezydent Kurmanbek Bakijew ogłosił, że 19 września 2007 roku odbędzie się referendum. Nowa konstytucja zakłada zwiększenie liczby członków Rady Najwyższej z 75 do 90 wybieranych w systemie proporcjonalnym. Natomiast członkowie partii politycznych, które zostaną uznane za nielegalne stracą swoje miejsca. W kompetencje Prezydenta będzie wpisane: powoływanie oraz dymisjowanie rządu, funkcjonariuszy publicznych, członków Rady Bezpieczeństwa Narodowego, sędzi, prokuratorów, dyrektorów Banku Narodowego oraz członków Komisji Wyborczej. Jednakże nie będzie mógł rozwiązywać Rady Najwyższej.
Nowa ordynacja wyborcza ustanawia 5% próg wyborczy dla partii politycznych, 30% parytet płci. Wymaga również, by 15% kandydatów było w wieku do 35 lat oraz aby tyle samo procent stanowili przedstawiciele mniejszości narodowych.

## Przebieg głosowania
W opinii Organizacja Bezpieczeństwa i Współpracy w Europie dochodziło do licznych nieprawidłowości w tym uniemożliwianie pracy obserwatorom oraz fałszowanie wyników. Według OBWE rzeczywista frekwencja była dużo niższa niż ta ogłoszona oficjalnie. Ambasada Stanów Zjednoczonych wyraziła zaniepokojenie oraz ogłosiła, że przebieg referendum był poniżej międzynarodowych standardów.

## Wyniki
Pierwsze z referendalnych pytań brzmiało: „Czy zgadzasz się z nową wersją konstytucji?”. Obywatele Kirgistanu zagłosowali w następujący sposób:
| Głosy          | Liczba głosów | %     |
| -------------- | ------------- | ----- |
| Tak            | 2 078 748     | 95,44 |
| Nie            | 99 336        | 4,56  |
| Głosy nieważne | 22 950        | –     |
| Razem          | 2 201 034     | 100   |
| Frekwencja     | –             | 80,64 |
| Źródło         |               |       |

Drugie pytanie miało następującą treść: „Czy zgadzasz się z nowym prawem wyborczym, poddanym przez Prezydenta pod referendum?”. Głosy rozłożyły się w następujący sposób:
| Głosy          | Liczba głosów | %     |
| -------------- | ------------- | ----- |
| Tak            | 2 077 030     | 95,36 |
| Nie            | 100 978       | 4,64  |
| Głosy nieważne | 22 577        | –     |
| Razem          | 2 200 585     | 100   |
| Frekwencja     | –             | 80,64 |
| Źródło         |               |       |

## Następstwa
Analitycy przewidywali, że po przeprowadzeniu referendum zostaną rozpisane wcześniejsze wybory parlamentarne w 2008 roku. Dodatkowo przemawiało za tym ogłoszenie przez Bakijewa zamiaru utworzenia swojej partii. Oficjalnie Prezydent ogłosił, że wybory odbędą się 16 grudnia 2007 roku.